# Плучек, Валентин Николаевич
Валенти́н Никола́евич Плу́чек (при рождении — Исаа́к Но́химович Ги́нцбург; 22 августа [4 сентября] 1909, Москва — 17 августа 2002, Москва) — советский и российский театральный режиссёр, актёр. Народный артист СССР (1974). Лауреат Государственной премии РСФСР имени К. С. Станиславского (1977). Художественный руководитель (главный режиссёр) Московского академического театра сатиры (1957—2000).

## Биография
Родился 22 августа [4 сентября] 1909 года в Москве в еврейской семье. Согласно архивным источникам, родился 24 августа (6 сентября по новому стилю) 1906 года в Двинске. В детстве не помышлял о театре: рано потерял отца и, не найдя общего языка с отчимом, фамилию которого носил, подружился с беспризорниками, покинул родительский дом и в конце концов оказался в детском доме.

### У Всеволода Мейерхольда
По свидетельству самого В. Плучека, в детстве у него отмечали самые разнообразные способности, в том числе и к изобразительному искусству. Окончив семь классов средней школы, поступил во ВХУТЕМАС. Но интересы не ограничивались живописью: его кумирами в те годы были В. В. Маяковский и Вс. Э. Мейерхольд. В 1926 году поступил на актёрский факультет Государственной театральной экспериментальной мастерской под руководством Вс. Мейерхольда. В 1929 году поступил уже на режиссёрский факультет той же мастерской и тогда же в качестве актёра был принят в труппу Государственного театра имени Вс. Мейерхольда (ГосТИМ), где дебютировал в небольшой роли в спектакле «Ревизор» Н. В. Гоголя. Начинающий актёр был замечен публикой и самим автором после исполнения трёх эпизодических ролей в «Клопе» В. В. Маяковского (1929). При постановке «Бани» в 1930 году сам Маяковский настоял на том, чтобы Моментальникова играл Плучек.
Поскольку в театре Мейерхольда спектакли мог ставить только сам художественный руководитель, молодые режиссёры, не имея возможности реализоваться, как правило, очень скоро покидали театр. Плучек оставался с Мейерхольдом, хотя, по собственному свидетельству, однажды и поссорился с учителем, вплоть до ухода из театра. «Но всё равно возвратился к нему по первому же его зову, потому что нигде не мог так безошибочно найти самого себя, как у него в театре».
Тем не менее, продолжая служить в ГосТиМе, в 1932 году организовал собственный театр — ТРАМ электриков, на основе самодеятельного театрального коллектива, существовавшего при Московском электрозаводе имени В. В. Куйбышева. В этом театре начинал свою карьеру З. Е. Гердт, учившийся в то время в ФЗУ завода.

### «Арбузовская студия»
В январе 1938 года Государственный театр имени Вс. Мейерхольда был закрыт. В 1939 году вместе с драматургом А. Н. Арбузовым организовал в Москве театральную студию, так называемую «Арбузовскую студию», куда перешли из ТРАМа электриков И. Кузнецов и З. Гердт. Среди студийцев были Всеволод Багрицкий, А. А. Галич, М. Греков, В. Архангельская, М. Новикова, Т. Рейнова, С. Милькина. Именно здесь впервые заставил о себе говорить, поставив перед самой войной (премьера состоялась 5 февраля 1941 года) спектакль «Город на заре» по пьесе, написанной самими студийцами под руководством А. Н. Арбузова. С началом войны студия фактически распалась: многие, не только актёры, но и актрисы, ушли на фронт; часть студии работала в качестве фронтового театра. Сам же В. Плучек в 1942 году возглавил Драматический театр Северного флота в Полярном, где поставил ряд спектаклей, в том числе «Давным-давно» А. К. Гладкова и «Офицер флота» А.А.  Крона.

### В Театре сатиры
После окончания войны, в 1945 году, возглавил Московский гастрольный театр при Всероссийском театральном обществе. Начавшаяся в 1948 году «борьба с космополитизмом» не обошла и его стороной: в начале 1950 года он был уволен из театра. Однако именно это увольнение определило его судьбу на оставшиеся полвека: Н. Петров, возглавлявший в то время Московский театр сатиры, пригласил безработного режиссёра к себе.
В новом театре дебютировал в 1950 году спектаклем «Не ваше дело» по пьесе В. С. Полякова. Позже поставил вместе с Н. Петровым спектакли «Пролитая чаша» Ван Шифу, «Потерянное письмо» И. Караджале и «Баню» В. Маяковского. И «Баня» (1953), и последовавшие за ней постановки других пьес В. Маяковского — «Клоп» (1955) и «Мистерия-Буфф» (1957) — стали важным этапом как в творчестве самого режиссёра, так и в истории Театра сатиры.
В 1957 году был назначен главным режиссёром театра. В том же году состоялась премьера его знаменитого и скандального спектакля «А был ли Иван Иванович?» Н. Хикмета (в главных ролях Б. М. Тенин и А. Д. Папанов). Поставленный в 1959 году «Дамоклов меч» Н. Хикмета стал одним из самых заметных явлений театральной Москвы. Другой свой знаменитый и тоже скандальный спектакль режиссёр выпустил в 1966 — «Тёркин на том свете» А. Т. Твардовского с А. Д. Папановым в главной роли (музыка Р. К. Щедрина).
Режиссёр собрал превосходную труппу: ещё со времён Н. М. Горчакова и Н. Петрова на сцене Театра сатиры блистали Т. И. Пельтцер, В. К. Васильева, О. А. Аросева, Г. П. Менглет и А. Д. Папанов; при нём в театр пришли Б. К. Новиков, А. А. Миронов, Р. Д. Ткачук, М. М. Державин, А. А. Ширвиндт и многие другие.
Театр сатиры при Плучеке был открыт и для поисков молодых режиссёров; одним из самых популярных спектаклей 1970-х годов стал «Затюканный апостол» А. Е. Макаёнка, поставленный Е. В. Радомысленским, именно здесь состоялся как режиссёр и получил признание М. А. Захаров, поставивший «Доходное место» А. Н. Островского, «Темп-1929» по ранним пьесам Н. Ф. Погодина, пьесу Б. Брехта «Мамаша Кураж и её дети» и ряд других.
Среди лучших постановок самого режиссёра — «Интервенция» Л. И. Славина, «У времени в плену» А. П. Штейна, «Ревизор» Н. В. Гоголя; на протяжении многих лет со сцены театра не сходил искромётный «Женский монастырь» В. А. Дыховичного и М. Р. Слободского (1964). В 1969 году состоялась премьера спектакля «Женитьба Фигаро» П. Бомарше с А. А. Мироновым в главной роли; спектакль шёл при аншлагах до 1987 года, пока был жив исполнитель главной роли. В 1982 году режиссёр поставил «Самоубийцу» Н. Р. Эрдмана, первую версию, с Р. Д. Ткачуком в главной роли. Пьеса, написанная много лет назад, оказалась современной и злободневной, и спектакль очень скоро был запрещён. В 1986 году, с началом перестройки, режиссёр восстановил «Самоубийцу», но это был уже другой спектакль.
В 2000 году Валентин Плучек по состоянию здоровья покинул пост художественного руководителя Театра Сатиры. На этом посту его сменил народный артист РСФСР Александр Ширвиндт.
В 2002 году режиссёр работал над комедией К. Гольдони «Слуга двух господ».
Автор книги «На сцене — Маяковский» (1962).
Скончался 17 августа 2002 года. Похоронен в Москве на Ваганьковском кладбище.

### Семья
- Мать — Фанни Матвеевна (Фрейда Мордуховна) Брук (в замужестве Гинцбург; 13 ноября 1878, Двинск — ?), дочь Мордуха Берковича Брука (1852—?, уроженца Новгород-Северского), столяра, и Двейры-Доры Гецелевны Брук (1858—?)[12].
- Отец — Нохим Мордухович (Николай Матвеевич) Гинцбург, купец первой гильдии из Борисова[4]. Семья жила в Двинске в доме Рочко на Рижской улице, № 5, квартира 1[13].
- Двоюродный брат — Питер Брук, театральный режиссёр, родился в Лондоне, куда его отец, уроженец Двинска Семён Брук, переехал с двумя сёстрами после Первой мировой войны[6][14]. По воспоминаниям Питера Брука[15][16], его отец поддерживал связи с оставшейся в Москве сестрой Фаней Матвеевной (матерью Валентина Плучека)[17] до изменения положения в СССР в середине 1930-х годов.
- Жена — Зинаида Павловна Дмитриева (1915—2005), актриса театра.
  - Сын — Андрей Валентинович Плучек (род. 1938), журналист.

## Творчество

### Режиссёрские работы
«Арбузовская студия»
- «Город на заре» А. Н. Арбузова

Драматический театр Северного Флота
- «Давным-давно» А. К. Гладкова
- «Офицер флота» А. А. Крона
- «Белые ночи» Ю. П. Германа
- «Слуга двух господ» К. Гольдони
- «Собака на сене» Л. де Веги

Московский театр сатиры
- 1950 — «Не ваше дело» В. С. Полякова
- 1952 — «Пролитая чаша» Ван Шифу (совместно с Н. В. Петровым)
- 1952 — «Потерянное письмо» Й. Л. Караджале (совместно с Н. В. Петровым)
- 1953 — «Страницы минувшего» (включал в себя «Игроки» Н. В. Гоголя и «Завтрак у предводителя» И. С. Тургенева, «Как один мужик двух генералов прокормил» М. Е. Салтыкова-Щедрина)
- 1953 — «Баня» В. В. Маяковского (совместно с Н. Петровым и С. И. Юткевичем)
- 1955 — «Клоп» В. В. Маяковского (совместно с С. И. Юткевичем)
- 1956 — «Жорж де Валера» Ж.-П. Сартра
- 1957 — «Мистерия-Буфф» В. В. Маяковского
- 1957 — «А был ли Иван Иванович?» Н. Хикмета.
- 1959 — «Обнажённая со скрипкой» Н. Кауарда
- 1959 — «Памятник себе» С. В. Михалкова
- 1959 — «Дамоклов меч» Н. Хикмета
- 1961 — «Яблоко раздора» М. А. Бирюкова
- 1962 — «Дом, где разбиваются сердца» Б. Шоу
- 1964 — «Женский монастырь» В. А. Дыховичного и М. Р. Слободского
- 1966 — «Тёркин на том свете» А. Т. Твардовского
- 1966 — «Дон Жуан, или Любовь к геометрии» М. Фриша
- 1967 — «Интервенция» Л. И. Славина
- 1968 — «Последний парад» А. П. Штейна
- 1969 — «Безумный день, или Женитьба Фигаро» П. Бомарше
- 1970 — «У времени в плену» А. П. Штейна
- 1972 — «Ревизор» Н. В. Гоголя (с А. А. Мироновым и А. Д. Папановым)
- 1972 — «Таблетку под язык» А. Е. Макаёнка
- 1973 — «Маленькие комедии большого дома» А. М. Арканова и Г. И. Горина
- 1975 — «Ремонт» М. М. Рощина
- 1975 — «Пена» С. Михалкова[18][19]
- 1977 — «Бег» М. А. Булгакова
- 1979 — «Мы, нижеподписавшиеся» А. И. Гельмана
- 1980 — «Трёхгрошовая опера» Б. Брехта
- 1980 — «Гнездо глухаря» В. С. Розова
- 1982 — «Самоубийца» Н. Р. Эрдмана (cовместно с Р. Д. Ткачуком)
- 1983 — «Вишнёвый сад» А. П. Чехова (на Малой сцене)
- 1985 — «Родненькие мои» А. С. Смирнова
- 1985 — «Бремя решения» Ф. М. Бурлацкого
- 1989 — «Трибунал» В. Н. Войновича
- 1991 — «Идеальный муж» О. Уайльда
- 1992 — «Горячее сердце» А. Н. Островского
- 1994 — «Укрощение строптивой» Шекспира
- 1994 — «Самоубийца» Н. Р. Эрдмана (совместно с М. Г. Зонненштралем)
- 1998 — «Ревизор» Н. В. Гоголя (с В. Б. Гаркалиным и Е. В. Графкиным)

### Фильмография
Режиссёр
- 1959 — Обнажённая со скрипкой (фильм-спектакль; постановщик спектакля; совместно с В. М. Рыжковым)
- 1960 — Игроки (фильм-спектакль)
- 1960 — Сизиф и смерть (фильм-спектакль)
- 1962 — Наследники Рабурдэна (фильм-спектакль; совместно с Е. Я. Весником)
- 1962 — Яблоко раздора (совместно со Е. К. Сташевской, сценарий совместно с М. А. Бирюковым и Г. Штайном)
- 1971 — Женский монастырь (фильм-спектакль)
- 1971 — Малыш и Карлсон, который живёт на крыше (фильм-спектакль; совместно с М. И. Микаэлян, сценарий совм. с М. И. Микаэлян и С. Л. Прокофьевой)
- 1973 — Безумный день, или Женитьба Фигаро (фильм-спектакль)
- 1974 — Маленькие комедии большого дома (фильм-спектакль) (совместно с А. А. Ширвиндтом и А. А. Мироновым)
- 1975 — Дом, где разбиваются сердца (фильм-спектакль; совместно с В. А. Храмовым)
- 1976 — Пощёчина (фильм-спектакль; совместно с Л. Д. Эйдлиным)
- 1977 — Пена (фильм-спектакль; совместно с М. А. Марковой)
- 1978 — Таблетку под язык (фильм-спектакль; совместно с Б. М. Конуховым)
- 1980 — У времени в плену (фильм-спектакль; совместно с А. В. Казьминой и В. Б. Кеворковым)
- 1982 — Ревизор (фильм-спектакль)
- 1986 — Ворон (фильм-спектакль; руководитель постановки) (совм. с А. А. Левинским)
- 1987 — Гнездо глухаря (фильм-спектакль; совместно с В. Ф. Чириковым)
- 1989 — Самоубийца (фильм-спектакль)

Озвучивание
- 1994 — Валентина Георгиевна, ваш выход! (документальный) — за кадром

Участие в фильмах
- 1989 — Голос памяти (документальный)
- 1991 — Андрей (документальный)

Архивные кадры
- 2011 — Анатолий Папанов. От комедии до трагедии (документальный)

## Награды и звания
- заслуженный артист РСФСР (18.7.1956)
- народный артист РСФСР (25.2.1964)
- народный артист СССР (17.10.1974)
- Государственная премия РСФСР имени К. С. Станиславского (1977) — за постановку спектакля «Пена» С. В. Михалкова
- орден «За заслуги перед Отечеством» III степени (23.10.1999) — за выдающийся вклад в развитие отечественного театрального искусства[20]
- два ордена Отечественной войны II степени (7.3.1945, 6.4.1985)
- орден Трудового Красного Знамени (8.1.1970)
- орден Дружбы народов (4.9.1979)
- медаль «За оборону Советского Заполярья»
- медаль «В память 850-летия Москвы»
- медаль «За доблестный труд. В ознаменование 100-летия со дня рождения Владимира Ильича Ленина»
- премия Мэрии Москвы в области литературы и искусства (1997) — за постановку спектакля «Укрощение строптивой» в Московском театре сатиры
- Международная премия К. Станиславского (Международный Фонд К. С. Станиславского, 1996)[21]

## Память
К столетию режиссёра, 15 октября 2009 года, в Москве состоялось открытие постоянной экспозиции в новом филиале Театрального музея им. А. А. Бахрушина — музее-квартире В. Н. Плучека.